# 랜즈다운역 (스카이트레인)
랜즈다운역(Lansdowne Station)은 캐나다 브리티시컬럼비아주 리치먼드에 위치한  스카이트레인 캐나다선의 역이다.

## 위치

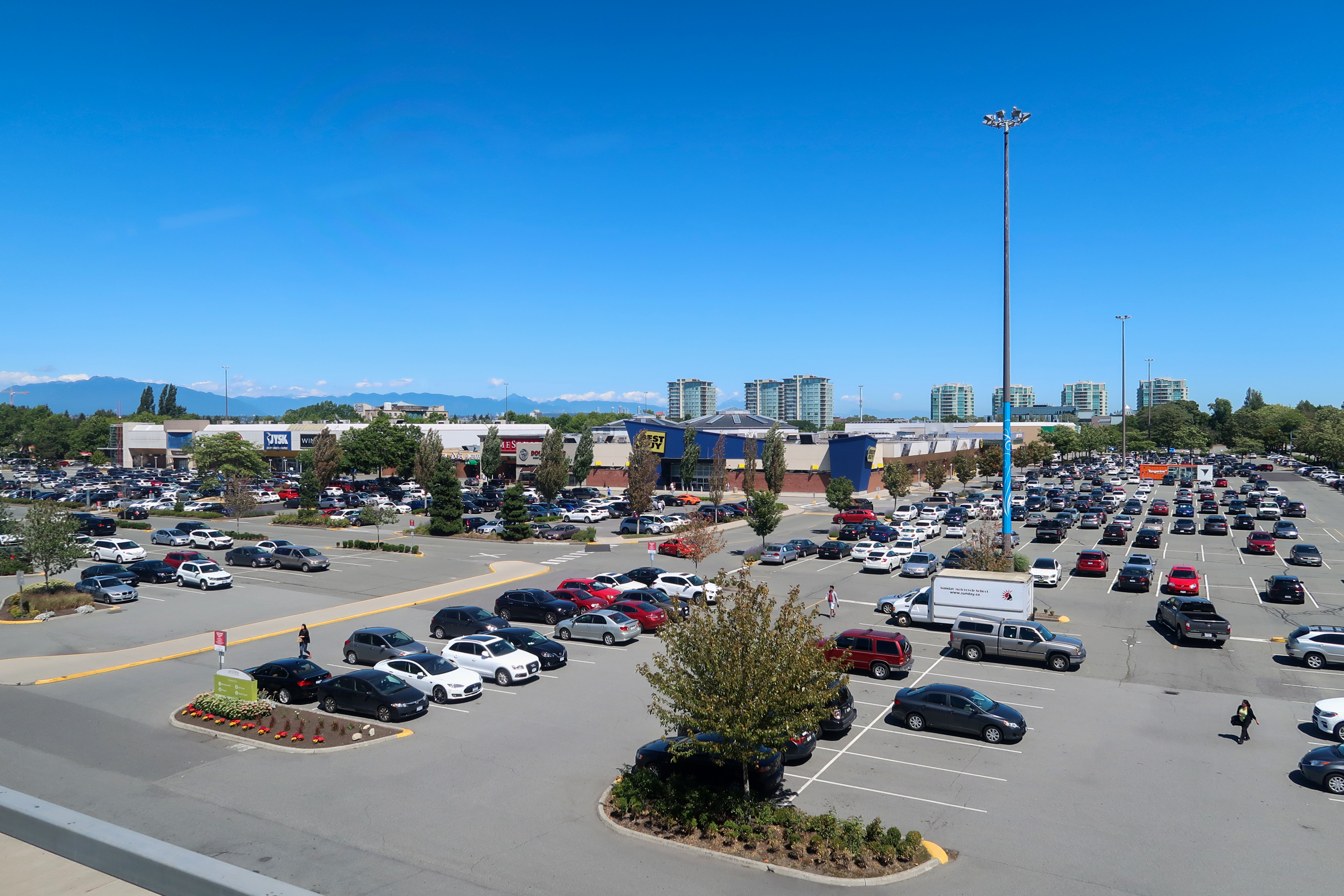
랜즈다운 센터

랜즈다운역은 랜즈다운 로드(Lansdowne Road)와 3번 도로(№ 3 Road) 교차로에 위치해 있다. 인근에 랜즈다운 센터와 콴틀렌 폴리테크닉 대학교, 인근 사업체 및 주거지가 있다. 리치먼드 올림픽 오벌에서 가장 가까운 역이기도 하며, 캐나다 밴쿠버에서 개최된 2010년 동계 올림픽 기간 동안 랜즈다운역과 오벌 사이의 보행자 이동을 용이하게 하기 위해 랜즈다운 도로(Lansdown Road)의 확장 공사가 시행되었다.
원래 이 역은 3번 도로와 앨더브리지 웨이(Alderbridge Way)의 교차로에 위치해 있었으며, "앨더브리지역"(Alderbridge Station)으로 알려져 있었다. "랜즈다운"이라는 이름은 1920년대부터 1960년대까지 이 부지에 랜즈다운 파크(Lansdowne Park)라는 이름의 경마장을 운영했던 것에서 유래했다.

## 역 정보

### 역 구조
| T | 상대식 승강장, 오른쪽 문이 열림 | 상대식 승강장, 오른쪽 문이 열림                     |
| T | 1번 승강장                      | ← ■ 캐나다선 워터프런트 방면 (애버딘)               |
| T | 1번 승강장                      | ■ 캐나다선 리치먼드-브리그하우스 방면 (시·종착역) → |
| T | 상대식 승강장, 오른쪽 문이 열림 |                                                     |
| S | 거리층                          | 출구,컴파스 자동발매기, 개집표기                    |

## 버스 교통
- 403 Three Road(스리 로드) / Bridgeport Station(브리지포트역)
- 405 Five Road(파이브 로드) / Cambie(캠비)
- 410 Richmond–Brighouse Station(리치먼드-브리그하우스역) / 22nd Street Station(22번가역)
- 416 Richmond–Brighouse Station(리치먼드-브리그하우스역) / East Cambie(이스트 캠비)
- N10 Richmond–Brighouse Station(리치먼드-브리그하우스역) / Downtown(다운타운)